# Forntida Teknik (tidskrift)
Forntida Teknik var en tidskrift (ISSN 0283-3301) som gavs ut av Institutet för Forntida Teknik mellan 1980 och 1994. Redaktör var Tomas Johansson och Lasse Bengtsson. De första numren var stencilerade temanummer som formgavs med skrivmaskin. 1994 lade institutet ner tidskriften och satsade i stället på filmproduktion.

## Utgivning
Här följer en redogörelse över de nummer av Forntida Teknik som gavs ut och innehållet i dem i de fall det är känt.
- 1980, nr 1: okänt innehåll.
- 1981, nr 2: Hantverksutredningen, Järnålderhus i Gene, om återuppbyggnad av förhistorisk hus. Örnsköldsviksseminariet 17-18 september 1981, med mera. 5 sidor.
- 1982, nr 3: Projektet Eketorp Rediviva, två forskningsprojekt i Norge, med mera. 8 sidor.
- 1982, nr 4: Äldre vardagsteknologi, med mera. 15 sidor.
- 1982, nr 5: Experimentell musikarkeologi, Experiment med en Fornborgsmur, med mera. 15 sidor.
- 1983, nr 6: Bevara äldre teknik – argumentsamling. 30 sidor.
- 1983, nr 7: Järn på gammalt vis: fem järnframställare. 48 sidor.
- 1984, nr 8: Torka - röka - salta. Konservering av kött och fisk. 36 sidor.
- 1984, nr 9: Ljus och jakt. 48 sidor.
- 1985, nr 10: Aktuella projekt. 48 sidor.
- 1985, nr 11: Garvning och beredning av hudar och skinn med traditionella metoder. 24 sidor.
- 1986, nr 12: Brons och koppar. 56 sidor.
- 1986, nr 13: Varptyngd vävstol. 44 sidor.
- 1987, nr 14: Arnljot - vikingabåten i Gällö. 48 sidor.
- 1987, nr 15: Experimentell arkeologi. 52 sidor.
- 1988, nr 1: Forntida hus - rekonstruktioner från stenålder till vikingatid. 72 sidor.
- 1988, nr 2: Aktuellt. 60 sidor.
- 1989, nr 1: Stensmide. 64 sidor.
- 1989, nr 2 & 1990, nr 1: Forntida mat. 60 sidor.
- 1990, nr 2: Pilbågar. 40 sidor.
- 1991, nr 1: Järnframställning. 64 sidor.
- 1991, nr 2: Sibirien. 64 sidor.
- 1992, nr 1: Torka - röka - salta. 32 sidor.
- 1992, nr 2: Ryska experiment. 64 sidor.
- 1993, nr 1: Aktuellt 93. 48 sidor.
- 1993, nr 2: Utblick. 40 sidor.
- 1994, nr 1: Smid själv. 72 sidor.
- 1994, nr 2: Aktuellt 94. 32 sidor.

## Textförfattare
Medverkande i tidskriften var bland andra Tomas Johansson, Yngve Ryd, Lotta Rahme, K-G Lindblad, Lars Fält, Rolf Olsson, Cajsa Lind, Evert Baudou, Eva Springe och Ellinor Sydberg.

## Tillgänglighet
På vissa bibliotek kan man låna enstaka nummer. De flesta nummer av tidskriften är slutsålda, men ett fåtal kan man fortfarande köpa på Bäckedals folkhögskola. Tidskriften finns också digitalt tillgänglig.

## Bok
1993 gav ICA Bokförlag ut Tomas Johanssons bok Forntida Teknik ISBN 91-534-1494-2 som innehåller bearbetade artiklar från tidskriften. Boken tar upp ämnena stensmide, bronsgjutning, järnframställning, elduppgörning och båtbygge.